# Famille de Clerque Wissocq de Sousberghe
Cette page explique l’histoire ou répertorie les différents membres de la famille Famille de Clerque Wissocq de Sousberghe.
Ne doit pas être confondu avec Famille de Wissocq.
La famille de Clerque Wissocq de Sousberghe (olim de Clerque), originaire de Bruges, est une ancienne famille de la noblesse belge, éteinte en ligne masculine en 2006 en la personne de Léon de Sousberghe, prêtre jésuite, et en 2016 en ligne féminine à la suite du décès de Marie-Anne de Clerque Wissocq de Sousberghe dite Sister Anne de Sousberghe.

## Histoire
La famille de Clerque Wissocq de Sousberghe faisait remonter sa filiation à Liévin de Clerque, marchand natif de la ville de Bruges, qui fut anobli par lettres patentes du 20 février 1641. Son fils Ignace de Clercque, chevalier de l'ordre militaire de Saint-Jacques, fut créé vicomte de Wissocq par le roi Philippe IV en 1659 ; mais, n'ayant pas d'enfant, il obtint en 1661 que ce titre fût transmissible aux collatéraux. Ainsi, son neveu Livin Philibert de Clerque (mort en 1719) hérita de ce titre, qu'il transmit à ses descendants.
Leur patronyme a évolué en « de Clerque Wissocq » puis, par arrêté royal du 9 septembre 1894, en « de Clerque Wissocq de Sousberghe », par adjonction du nom de leurs deux principaux fiefs.
Cette famille a donné anciennement plusieurs militaires au service de la maison de Hasbourg,, un trésorier de la ville de Gand,, un échevin des Parchons (à Gand),, et au XXe siècle l'ethnographe et anthropologue jésuite Léon de Sousberghe (1903-2006).

## Alliances
Principales alliances de la famille de Clerque : Veranneman, van der Burcht, Gyselinck (1724), van Hamont (1769), della Faille d'Assenede (1795 et 1814), Loën d'Enschede (1838), Maelcamp (1870), de Villers de Waroux d'Awans de Bouilhet et de Bovenistier (1902).

## Héraldique

### Armoiries anciennes
Blasonnement : « d'or, émanché de trois pièces de sable, mouvans du costé senestre. Heaume grillé. Timbre: un cocq de sable, cresté, barbé et membré d'or. Bourlet et hachemens d'or et de sable. »
Ces armoiries correspondent à celles présentes sur les lettres d'anoblissement concédées le 20 février 1641 en faveur de Liévin de Clercque, marchand natif de Bruges.

### Armoiries contemporaines
Blasonnement : d'argent, au chevron d'azur accompagné de trois roses de gueules.
Ces armoiries correspondent à un diplôme de modification d'armoiries délivré à Madrid le 10 mai 1675 en faveur de Ignace de Clercque, vicomte de Wissocq et de ses frère et sœur.
Le diplôme de reconnaissance de noblesse délivré le 14 avril 1816 fait aussi état d'une couronne de vicomte à trois perles posées
sur le cercle.

## Titres et fiefs
La famille de Clerque a possédé entre autres les fiefs suivants : Wissocq, Blockhuyse, Edon, Sousberghe (à la suite du mariage avec Marie van der Burcht), Boninghe, Wieze.
La terre de Wissocq, seigneurie en Artois, fut érigée en vicomté par lettres du roi Philippe IV du 13 juin 1659, en faveur d'Ignace de Clerque. Auparavant, ce fief situé à Audrehem avait appartenu à différentes familles, notamment :
- Jean de Saveuse, chevalier, gouverneur de Chauny, possédait en 1492 les terres de Mentque, Quercamps et Wissocq[9].
- Méry de Chépoix, seigneur de Chépoix et de Crouy, tenait en 1544 de monsieur de Bèvres la seigneurie de Clerques, Bonningues et Wissocq[10].
- Léonard de Hocquinghem, baron de Zelthun, demeurant à Saint-Omer, possédait en 1613 les seigneuries de Clerques, Wissocq et Bonningues[11].